# 中央军委政治工作部网络舆论局
中央军委政治工作部网络舆论局，位于北京市，是中央军委政治工作部下属局，负责全军网络舆论工作。

## 沿革
在深化国防和军队改革中，2016年1月，成立中央军委政治工作部，下设中央军委政治工作部网络舆论局。中央军委政治工作部网络舆论局首任局长为张玉堂。2016年，中央军委政治工作部网络舆论局、中央军委政治工作部文化工作和网络宣传教育中心与文化部全国公共文化发展中心达成了“以携手共建边疆万里数字文化长廊为抓手，扩大公共数字文化服务向基层部队的拓展延伸，打造军民文化融合发展新纽带”的共识。
2017年11月19日，由中央军委政治工作部网络舆论局指导、中国军网负责运维的“网络涉军举报平台”正式上线运行。

## 历任局长
| 中央军委政治工作部网络舆论局局长 - 张玉堂 大校（2016年—2017年7月） | 中央军委政治工作部网络舆论局副局长 - 董守礼（2016年—） - 康海龙（2016年—） |